# Plein Publique
Plein Publique is een tweedaags muziekfestival in de Belgische stad Roeselare. Het gratis festival vindt plaats tijdens het laatste weekend van juni in het Noordhof, dit is nabij het Roeselaarse stadspark. Het festival werd in 2006 voor het eerst georganiseerd onder de naam 'Noordhof Feesten'.
Naast de muziekoptredens is er overdag kinder- en straatanimatie. In de beginjaren werden er salsaworkshops gegeven.
VZW Luster maakte in maart 2014 bekend het evenement niet meer te organiseren. Het jaar daarvoor kon het festival nog rekenen op 10 000 bezoekers verspreid over twee dagen.
In 2014 nam VZW Het Eiland de organisatie over en wijzigde de naam in 'Noordhof back to basics'. Het festival werd daarmee kleinschaliger. VZW Het Eiland stopte al na de eerste editie als organisator van het evenement. In 2015 ging het festival voor de eerste keer niet door.
In 2016 nam VZW Luster de organisatie weer op zich, nu samen met cultuurcentrum De Spil. De naam van het festival werd gewijzigd in 'Plein Publique'. Naast het muzikale aspect is er een artistiek en culinair gedeelte bijgekomen. Het festival kreeg een tropische setting en de muziekgenres zijn wereldmuziek, pop en rock.

## Edities
| Jaar | Artiesten |
| ---- | --- |
| 2006 | Mercredi, Skeemz, Trixie Whitley, Bahia De Todos Os Ritmos, |
| 2007 | Brothers on the Run, Doble Impacto, Mercredi, The 55th Formula |
| 2008 | Ritmo Latino, The Bamboo Applecutters, Los Callejeros, The Internationals, The 55th Formula |
| 2009 | Les Hommes de Terre, Moiano, Doble Impacto, Anus The Band, Jasper Erkens |
| 2010 | Con Leche, Funkalicious, Zulema Sexteto (Cuba), Bataclan, Anus de Band, Rumble Jungle Orchestra, The Tarantinos (UK), Lovely Gazbaby |
| 2011 | Skambiance ft. Toapegeraapt, Dolfijntjes XXL, JtotheC & The Bad Mothas, Turntable Dubbers, Skatchou Bottos, Funksister, Contrabando, Radio Negra, Pulsar                                                                                       |
| 2012 | La Chiva Gantiva, Roland Van Campenhout, Maria Dolores Sexteto, Jaune Toujours, Gipsy Ska Orchestra, Table 4, Lefties Soul Connection, Pure Blend, TLP (aka Troubleman), Frères Deluxe                                                         |
| 2013 | 't Hof van Commerce, Merdan Taplak, Tribute to Buena Vista Social Club, Soul Shakers, Maria Antonia Sabater, Delv!s, GT & The Calypso Gigolos, N-trek, Limited Edition, Monsieur Mathieu & El Benito                                           |
| 2014 | SalsAvenue, Team Latino, Where The Funk Is Nathan?, Amour Fou, The Irie Vibes band & Teddy Dan, Kapitein K, Circodans, La Femme Belge, Monami, Gadje Scum, Orchestre International du Vetex, Baciamolemani, Hafid & Asamski                    |
| 2016 | Turntable Dubbers, DJ Faisal, Violent Husbands, Ben Cane, Aurora Galore, Ambrassband, 't Klein Vertier, Borokov, Orkestra Mendoza, Kartje Kilo, ...                                                                                            |
| 2017 | Lee Anderson, Abigail Collins, Sindicato Sonico, Newen Afrobeat, Shantel DJ Set, Ago! Benin Brass, Frida!, Kartje Kilo Radio Mano, Jamaican Jazz Orchestra, André Brasseur & Band, The Golden Tieger, DJ Lotto, Tuin Der Lusten (Wij: De Reus) |